# Die Serra-Post
Die Serra-Post foi um jornal brasileiro editado em Ijuí em língua alemã e distribuído no norte do Rio Grande do Sul.
Foi fundado em 12 de maio de 1911 por Robert Löw, que em 1914 partiu em visita à Alemanha para visitar a família e negócios, deixando no comando de seu jornal sua esposa junto com Richard Becker. Pouco tempo depois de chegar à Europa estourou a Primeira Guerra Mundial, impedindo seu retorno ao Brasil até o final dela, cinco anos depois.
Em 1917 com a entrada do Brasil na Guerra, foi proibida a edição de jornais em alemão, tendo portanto Richard Becker optado por traduzir o jornal para o português, criando o Correio Serrano.
Tinha orientação laica e em 1924, entre seus jornalistas, se incluía Alfredo Steglich, eleito prefeito de Ijuí no ano seguinte.
O jornal depois voltou a ser editado em alemão de maneira instável até 1984.
Publicava anualmente para seus assinantes o almanaque Serra-Post Almanak, também em alemão, com dicas de agricultura, saúde e economia.